# Marie-Félix Parmentier
Pour les articles homonymes, voir Parmentier.
Marie-Félix Parmentier, né le 19 avril 1821 à Paris et mort dans la même ville le 12 mai 1883, est un peintre français.

## Biographie
Marie-Félix Parmentier est le fils de Nicolas Félix Parmentier, commissaire-priseur et d'Aglaé Herbelin. Élève de Léon Cogniet, il débute au Salon en 1845.
En 1857, il épouse Julie Alexandrine Leblond.
Il meurt à son domicile parisien du passage Chausson le 12 mai 1883. Il est inhumé à Paris au cimetière du Père-Lachaise le 14 mai 1883.
Le musée d'Art et d'Histoire de Cholet conserve son Incendie d'une chapelle en Vendée (Salon de 1864).